# Véronique des champs
Veronica arvensis
Espèce
Classification APG III (2009)
Statut de conservation UICN

 LC  : Préoccupation mineure
La Véronique des champs (Veronica arvensis L.) est une espèce de plantes adventices des cultures et des jardins très commune dans toute l'Europe. Elle appartient au genre Veronica, classé dans la famille des Plantaginaceae (les véroniques appartenaient auparavant à la famille des Scrophulariaceae).

## Description

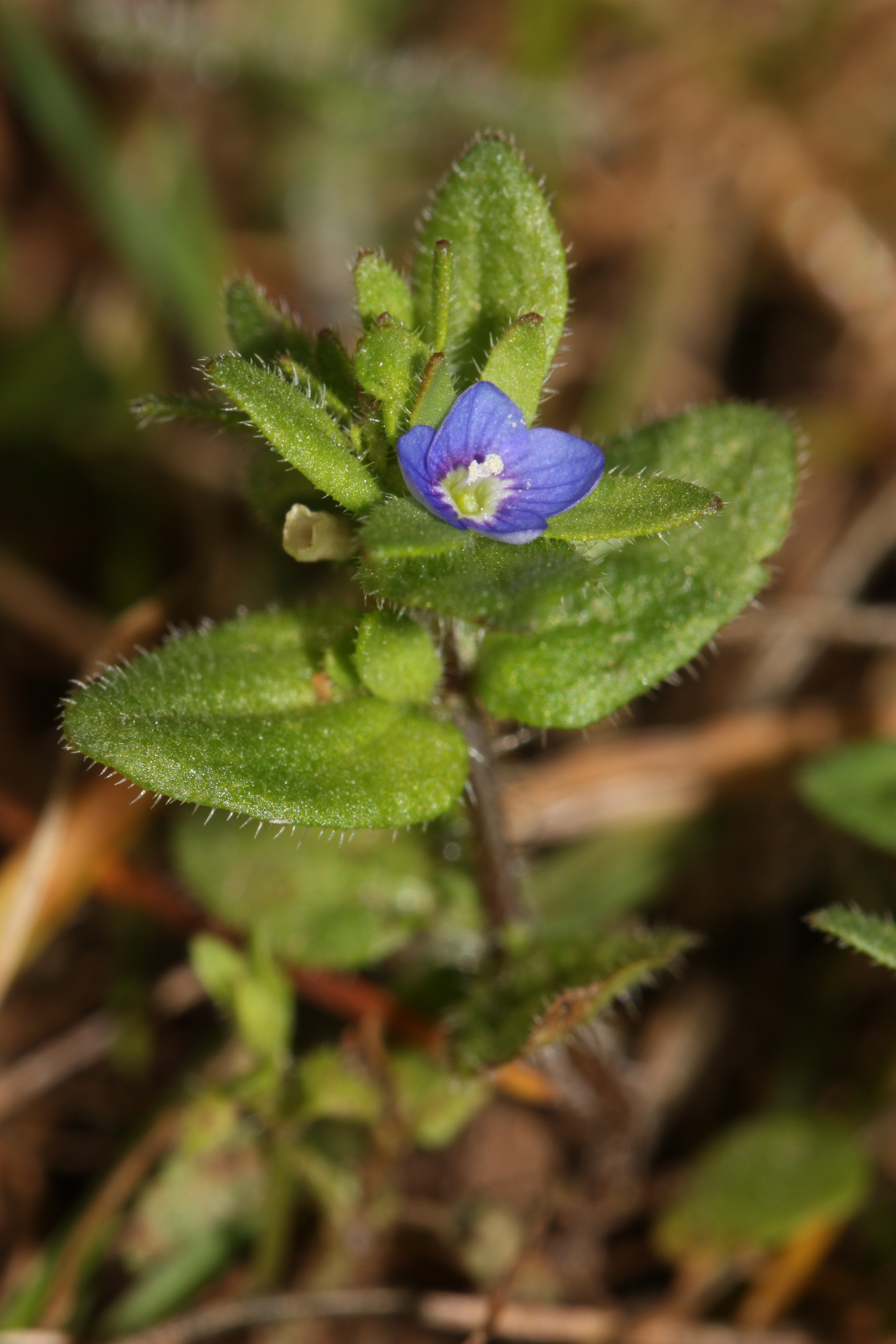
Fleur et feuilles

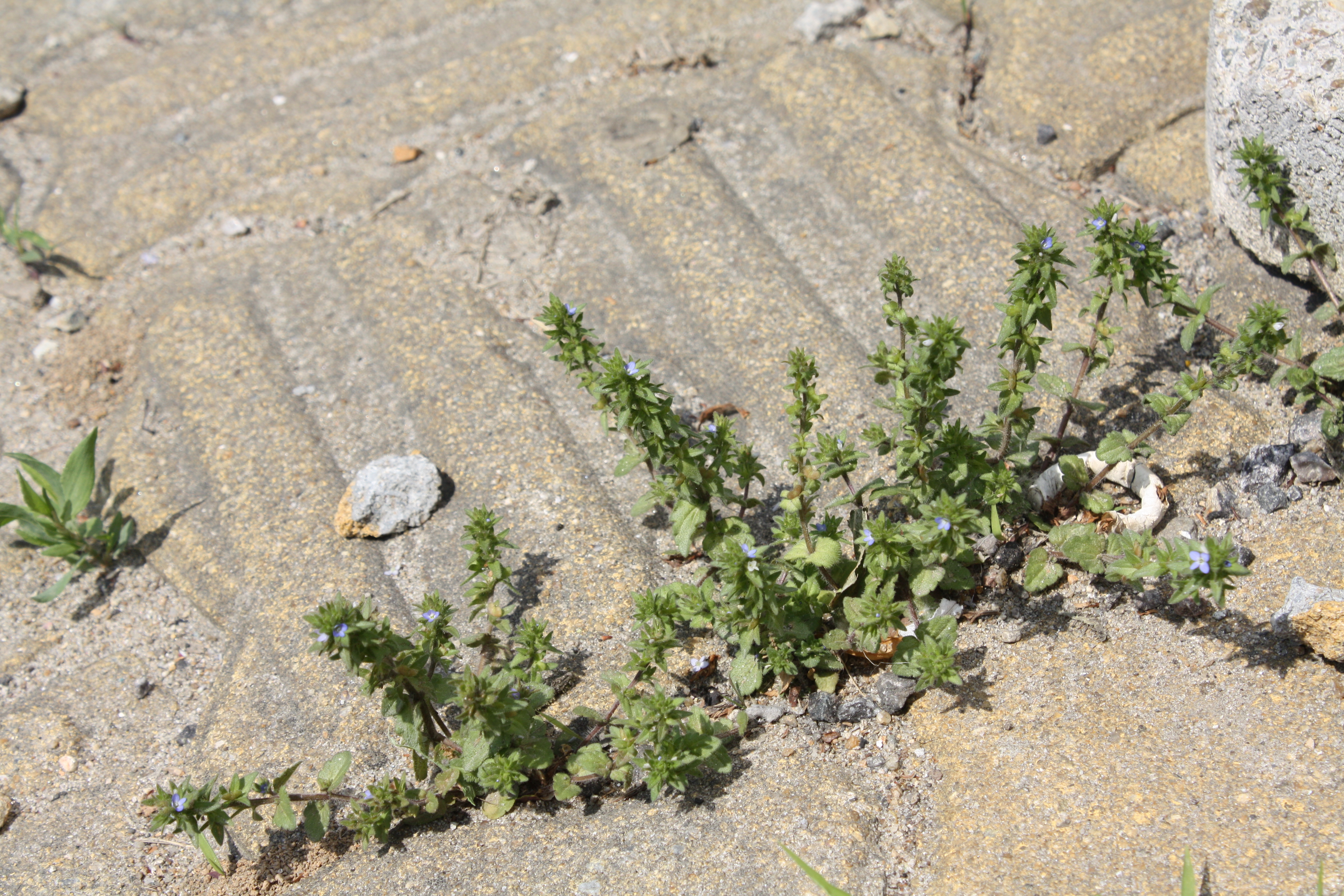
Veronica arvensis poussant dans une fissure sur le béton.

### Morphologie générale et végétative
Plante herbacée de petite taille (5 à 30 cm)  à tige érigée, parfois légèrement couchée, plus ou moins ramifiée. L'ensemble de la plante est velu. Feuilles ovales à limbe crénelé, les inférieures opposées et à court pétiole, les supérieures souvent alternes, sessiles, assimilables à des bractées, pétales long de 1,5 à 3 mm.

### Morphologie florale
La floraison a lieu de mars à octobre.
Inflorescence en racème(grappe). Chaque fleurs se développe à l'aisselle d'une bractée ressemblant beaucoup à une feuille. Le pédoncule d'abord assez court, grandit au cours de la floraison. Les fleurs, à quatre pétales de couleur bleue, sont très petites (moins de 5 mm). La corolle ne dépasse pratiquement pas le calice. Deux étamines proéminentes. Ovaire à deux carpelles.

### Fruit et graines
Le fruit est une capsule bilobée en forme de cœur, ciliée, un peu aplatie, à nombreuses graines.

## Répartition et habitat
Plante annuelle très commune dans les cultures et les jardins, également présente sur les terres en friche et les talus. Indifférente à la nature du sol, elle n'aime cependant pas les terres trop humides. Elle peut pousser en altitude jusqu'à 2 000 m. On la rencontre dans toute l'Europe.